# Servizio ferroviario suburbano di Göteborg
Il servizio ferroviario suburbano di Göteborg (in svedese Göteborgs pendeltåg) è composto di 3 linee con capolinea alla stazione centrale di Göteborg.
Il servizio è gestito dalla società Västtrafik, che gestisce anche i trasporti urbani della città.

## Rete
| Alependeln        | Göteborg C - Älvängen   |
| Alingsåspendeln   | Göteborg C - Alingsås   |
| Kungsbackapendeln | Göteborg C - Kungsbacka |

## Storia
La prima linea, verso Alingsås, entrò in servizio nel 1960; le stazioni furono ricostruite con criteri più moderni negli anni ottanta, prendendo a modello le reti S-Bahn tedesche.
Nel 1992 fu attivata la seconda linea, per Kungsbacka, e nel 2012 la terza, per Älvängen.